# Рухловка
Рухловка (каз. Рухловка) — село в районе имени Габита Мусрепова Северо-Казахстанской области Казахстана. Входит в состав Тахтабродского сельского округа. Находится примерно в 78 км к юго-востоку от села Новоишимское, административного центра района, на высоте 273 метров над уровнем моря. Код КАТО — 596659500.

## Население
В 1999 году численность населения села составляла 246 человек (137 мужчин и 109 женщин). По данным переписи 2009 года, в селе проживало 115 человек (63 мужчины и 52 женщины).